# Ringarums kyrka
Ringarums kyrka är en kyrkobyggnad i Ringarums församling i Linköpings stift och Valdemarsviks kommun.

## Kyrkobyggnaden
En medeltida stenkyrka uppfördes i Ringarum sannolikt under 1200-talet. Den revs när nuvarande kyrka i gustaviansk stil uppfördes åren 1777-1779. Delar av gamla kyrkans syd- och västmurar ingår i nuvarande kyrka.
Kyrkan har en stomme av sten och består av rektangulärt långhus med tresidigt avslutat kor i öster och torn i väster. Öster om koret finns en vidbyggd halvrund sakristia. Norr om koret finns en vidbyggd sakristia.

## Inventarier
- En dopfunt i mässing är tillverkad 1663 vid Gusums bruk.
- Predikstolen tillkom 1642.

### Orglar
- 1648 byggde Simon Valentinson, Söderköping, en orgel med sex stämmor, som 1682 repareras av Georg Hum, Norrköping.[1][2]
- Innan 1808 fanns en orgel med sex stämmor.
- 1808 tillverkades en orgel av Pehr Schiörlin i Linköping som hade arton stämmor på två manualer och pedal.
- Ett nytt orgelverk tillverkades av E. A. Setterquist & Son och kom på plats 1918. Orgeln är mekanisk och har rooseweltlådor.

| Huvudverk I         | Svällverk II        | Pedal      | Koppel |
| Borduna 16’         | Basetthorn 8’       | Subbas 16’ | I/P    |
| Principal 8’        | Rörflöjt 8’         | Violon 16’ | II/P   |
| Flûte harmonique 8’ | Salicional 8’       | Borduna 8' | II/I   |
| Borduna 8’          | Violin 8’           | Cello 8'   |        |
| Dolce 8'            | Voix celeste 8'     | Basun 16'  |        |
| Gamba 8'            | Flûte octaviante 4' |            |        |
| Octava 4'           | Waldflöjt 2'        |            |        |
| Quinta 3'           | Corno 8'            |            |        |
| Octava 2'           |                     |            |        |
| Trumpet 8'          |                     |            |        |

#### Kororgel
En kororgel byggdes 1981 av Anders Perssons Orgelbyggeri. Orgeln är mekanisk och har fem stämmor.
| Manual       | Pedal   |
| Gedackt 8’   | Bihängd |
| Principal 4’ |         |
| Rörflöjt 4’  |         |
| Waldflöjt 2’ |         |
| Scharf III   |         |